# Абало, Дани
Даниэ́ль «Да́ни» Аба́ло Па́улос (исп. Daniel Abalo Paulos; род. 29 сентября 1987[…], Вильягарсиа-де-Ароса, Галисия) — испанский футболист, игравший на позиции полузащитника.

## Биография

### «Сельта»
Родившийся в Вильягарсии-де-Ароса в провинции Понтеведра Абало перешёл в местный клуб «Сельта» в последний год игры в молодёжной команде, попав затем в «Сельту Б», выступавшую на тот момент в Сегунде Б. 3 декабря 2006 года он дебютировал в составе основной команды в официальном матче, выйдя на замену на последних минутах в гостевом матче против «Мальорки», завершившемся ничьей 2:2. В конце 2009 года он продлил свой контракт с галисийцами до 2013 года с суммой выкупа в 10 миллионов евро.
С 2008 по 2011 год Абало был важной частью основной команды «Сельты» в Сегунде. Однако, в сезоне 2011/12, после возвращения клуба в высший дивизион спустя 5 лет, он сыграл только в четырёх играх, отправившись впоследствии в аренду в «Химнастик» и португальский «Бейра-Мар».

### «Лудогорец»
26 июня 2013 года чемпион Болгарии «Лудогорец» объявил о приобретении Абало сразу же после того, как он стал свободным агентом. Трансфер был оформлен на следующий день, после того как игрок прошёл медосмотр и подписал двухлетний контракт, получив футболку с 17-м номером.
Абало дебютировал в составе новой команды 17 июля в гостевом матче второго отборочного раунда Лиги чемпионов УЕФА против словацкого «Слована» из Братиславы, завершившемся поражением 1:2. В чемпионате Болгарии он дебютировал три дня спустя в матче против «Любимца», в котором его команда также потерпела поражение со счётом 0:1. 24 июля, оформив дубль в ответном матче против «Слована» в Лиге чемпионов, Абало внёс вклад в победу «Лудогорца» со счётом 3:0 и проход команды в следующий раунд.

### Дальнейшая карьера
24 июля 2015 года Абало подписал двухлетний контракт с турецким клубом «Сивасспор».
20 января 2016 года Дани Абало присоединился к клубу «Депортиво Алавес», выступающем во втором дивизионе Испании по футболу.
По окончании сезона Дани Абало покинул «Депортиво Алавес» и присоединился к польскому клубу «Корона Кельце».
31 августа 2017 года Дани Абало подписал трехлетний контракт с клубом «Картахена» из третьего дивизиона Испании по футболу.
Во второй год нахождения в клубе Дани Абало был отдан в аренду в клуб «Лангрео», выступающем в том же дивизионе.
«Картахена» расторг контракт с футболистом 3 июля 2019 года.
8 июля 2019 года Дани Абало перешел в клуб «Расинг Ферроль» на правах свободного агента. Контракт с клубом был расторгнут 1 июля 2021 года.
С 5 декабря 2021 года Дани Абало играл за любительский клуб «Портоново».

## Достижения
«Лудогорец»
- Чемпион Болгарии: 2013/14
- Обладатель кубка Болгарии: 2013/14
- Обладатель суперкубка Болгарии: 2014

## Статистика
| Клуб      | Сезон      | Дивизион      | Лига | Лига | Кубок | Кубок | Европа | Европа | Всего | Всего |
| Клуб      | Сезон      | Дивизион      | Игры | Голы | Игры  | Голы  | Игры   | Голы   | Игры  | Голы  |
| --------- | ---------- | ------------- | ---- | ---- | ----- | ----- | ------ | ------ | ----- | ----- |
| Сельта Б  | 2005/06    | Сегунда В     | 15   | 3    | -     | -     | -      | -      | 15    | 3     |
| Сельта Б  | 2006/07    | Сегунда В     | 34   | 3    | -     | -     | -      | -      | 34    | 3     |
| Сельта    | 2006/07    | Ла Лига       | 1    | 0    | 0     | 0     | -      | -      | 1     | 0     |
| Сельта Б  | 2007/08    | Сегунда В     | 35   | 4    | -     | -     | -      | -      | 35    | 4     |
| Сельта    | 2007/08    | Сегунда       | 2    | 0    | 0     | 0     | -      | -      | 2     | 0     |
| Сельта    | 2008/09    | Сегунда       | 35   | 2    | 1     | 0     | -      | -      | 36    | 2     |
| Сельта    | 2009/10    | Сегунда       | 29   | 2    | 8     | 0     | -      | -      | 38    | 2     |
| Сельта    | 2010/11    | Сегунда       | 33   | 3    | 1     | 1     | -      | -      | 34    | 4     |
| Сельта    | 2011/12    | Сегунда       | 4    | 0    | 2     | 0     | -      | -      | 6     | 0     |
| Химнастик | 2011/12    | Сегунда       | 17   | 0    | 0     | 0     | -      | -      | 17    | 0     |
| Сельта    | 2012/13    | Ла Лига       | 0    | 0    | 1     | 0     | -      | -      | 1     | 0     |
| Всего     | Испания    | Испания       | 207  | 17   | 14    | 4     | 0      | 0      | 221   | 21    |
| Бейра-Мар | 2012/13    | Примейра лига | 8    | 2    | 0     | 0     | -      | -      | 8     | 2     |
| Всего     | Португалия | Португалия    | 8    | 2    | 0     | 0     | 0      | 0      | 8     | 2     |
| Лудогорец | 2013/14    | Группа A      | 26   | 6    | 6     | 1     | 9      | 3      | 41    | 10    |
| Лудогорец | 2014/15    | Группа A      | 7    | 0    | 1     | 0     | 4      | 1      | 12    | 1     |
| Всего     | Болгария   | Болгария      | 33   | 6    | 7     | 1     | 13     | 4      | 53    | 11    |